# Iisvesi, Virmasvesi och Rasvanki
Iisvesi är en sjö i Finland med de tre bassängerna Iisvesi, Virmasvesi och Rasvanki. Sjön ligger i kommunerna Suonenjoki, Kuopio, Rautalampi och Tervo i landskapet Norra Savolax, i den centrala delen av landet, 300 km norr om huvudstaden Helsingfors. Iisvesi, Virmasvesi och Rasvanki ligger 97,9 meter över havet. Den är 34,47 meter djup. Arean är 164,47 kvadratkilometer och strandlinjen är 464,22 kilometer lång. Sjön  ingår i Kymmene älvs huvudavrinningsområde. 
Många av sjöns öar återfinns i kategori:Öar i Iisvesi, Virmasvesi och Rasvanki.